# Denys Kwitkowski
Denys Kwitkowski (ur. 22 maja 1909 w Szyriwcach na Bukowinie, zm. 15 maja 1979 w Detroit) – ukraiński działacz nacjonalistyczny, przewodniczący OUN-M.
Ukończył gimnazjum, następnie prawo na uniwersytecie w Czerniowcach. Od 1934 pracował jako adwokat, również w Czerniowcach.
Jeden z organizatorów ukraińskiego życia społecznego, członek bukowińskiej egzekutywy OUN.
Redaktor tygodnika „Samostijnist'”, w 1937 aresztowany przez władze rumuńskie, skazany na 2 lata więzienia.
W 1940 działał w Bukareszcie, od 1941 w Berlinie, współpracuje z Sciborskim. W 1943 aresztowany przez gestapo we Lwowie, więziony w Poczdamie do października 1944. Potem na emigracji w Monachium, w 1949 wyemigrował do USA, pracował jako adwokat w Detroit. Od 1947 działa w PUN, jako zastępca Sztula-Zdanowycza. W latach 1977–1979 przewodniczący OUN-M.